# Estación de Imperial

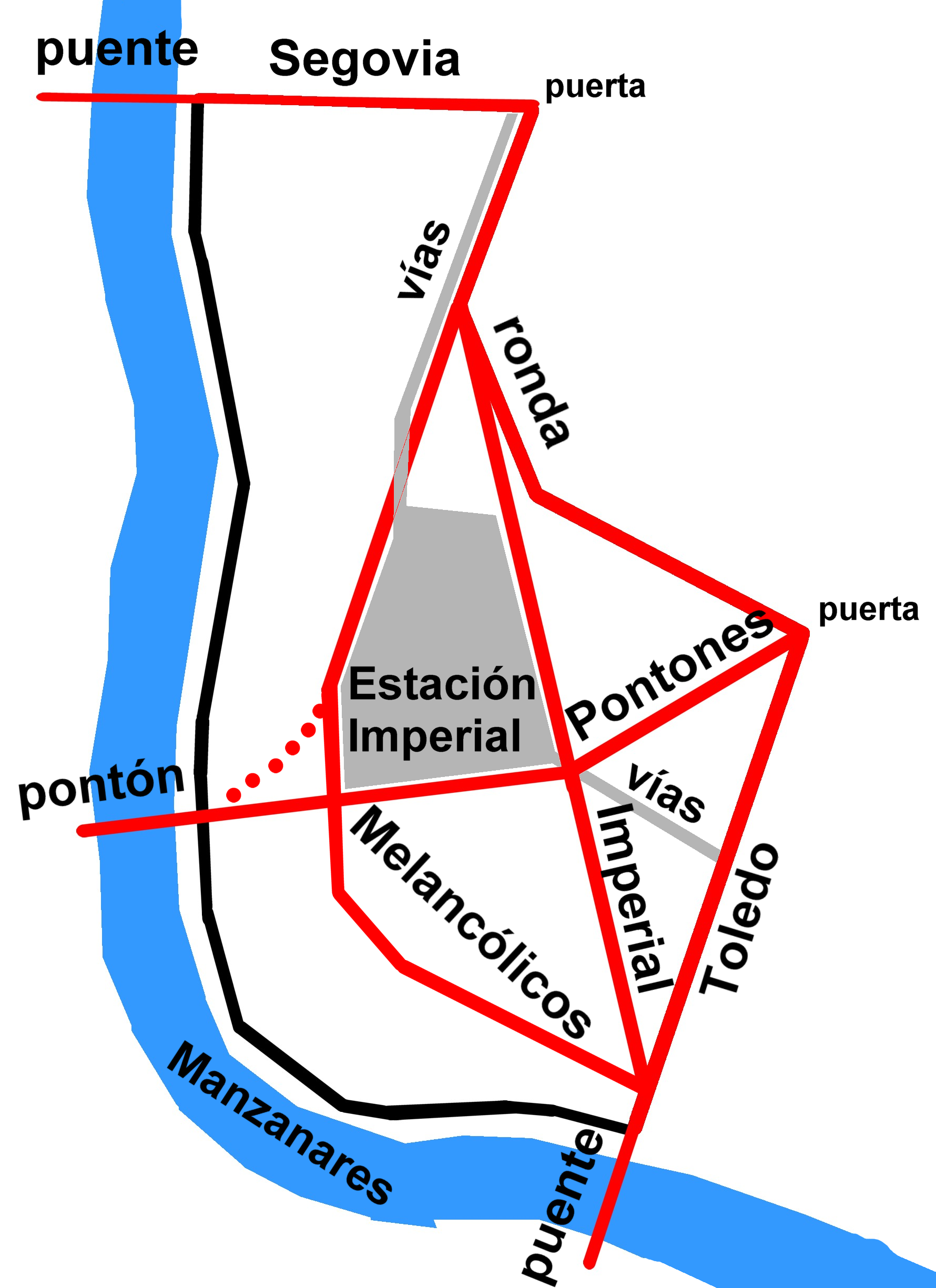
Esquema del barrio de Imperial, donde se muestra la localización de la antigua estación.

La estación de Imperial o simplemente estación Imperial fue una estación ferroviaria destinada al tráfico de mercancías situada en Madrid. Debe su nombre a encontrarse situada junto al Paseo Imperial. Se encontraba situada entre dicho paseo, los de los Pontones y de los Melancólicos y la actual calle del Jemenuño. Las instalaciones fueron conocidas popularmente como «estación de las Pulgas», denominación que ya recibían los terrenos en los que se erigió la estación antes de su construcción.
Estaba emplazada sobre la línea de contorno (o de circunvalación), que unía las estaciones madrileñas de Atocha y del Norte. Fue construida por la Compañía de los Caminos de Hierro del Norte de España en 1881 como ampliación, destinada a mercancías, de la citada estación del Norte, la estación terminal de dicha compañía. Pasó a ser propiedad de RENFE al absorber esta a todas las compañías ferroviarias privadas de España en 1941. La estación de Imperial cerró en 1987 y fue posteriormente derribada en el marco de la operación urbanística conocida como Pasillo Verde Ferroviario. En su solar se construyeron viviendas y equipamiento deportivo.

## Historia

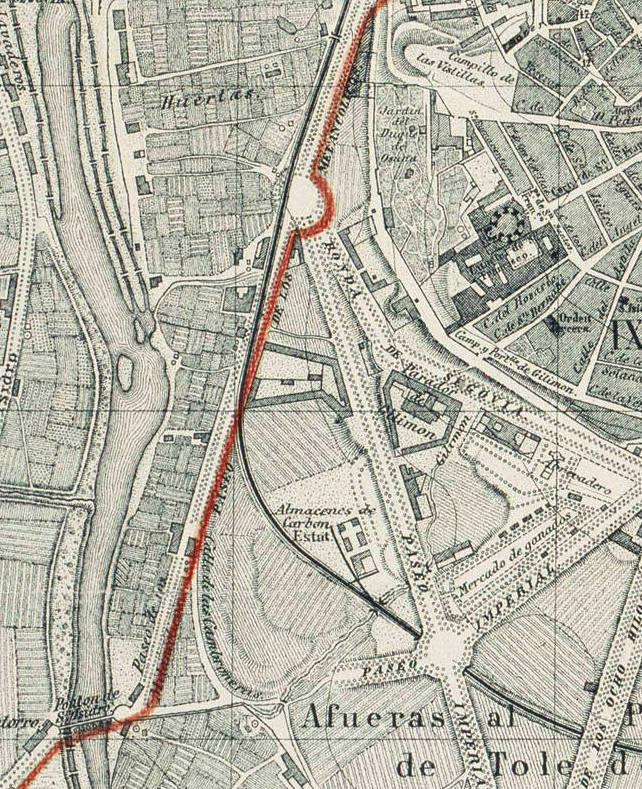
Mapa de 1877 (Guía del plano de Madrid y sus contornos en 1877 de José Pilar Morales) en el que se muestran el ferrocarril de circunvalación y los terrenos que ocuparía posteriormente la estación de Imperial, entre el paseo de los Pontones, el paseo Imperial y el camino de las Cambroneras (posteriormente se rectificaría el trazado del paseo de los Melancólicos, que seguiría el antiguo camino). Se puede observar la presencia de un almacén de carbón.

En octubre de 1864 entró en funcionamiento la línea de contorno (o de circunvalación), que unía las estaciones madrileñas de Atocha y del Norte. Se trataba de una línea destinada al tráfico de mercancías, de vía única, construida por la Compañía de los Caminos de Hierro del Norte de España. Esta pertenecía al Crédito Mobiliario Español, propietario a su vez de la fábrica del Gas de Madrid (situada fuera de la ciudad, al sur, en la manzana comprendida entre la Ronda de Toledo, el paseo de las Acacias, el de los Olmos y la calle Gasómetro) así como de importantes intereses mineros en el norte de España. Era de sumo interés para la Compañía del Norte, que había establecido en 1861 su estación terminal madrileña, al pie de la montaña del Príncipe Pío, enlazar la línea por la que transportaría el carbón a Madrid con las instalaciones madrileñas de generación de gas, para lo cual empezó a construir un ramal desde la estación de Príncipe Pío a la zona en la que se encontraba la fábrica del Gas. En ese tiempo se estaba debatiendo la necesidad de que Madrid contase con una estación central de ferrocarril, en lugar de las tres existentes. La idea no parecía practicable y se optó por la de Atocha como una especie de estación central. Obligada a establecer una conexión ferroviaria con Atocha, la Compañía del Norte decidió aprovechar el ramal que estaba construyendo para abrir dicha conexión. Sin embargo, dada la prioridad que la Compañía del Norte daba al tráfico de mercancías (en contraposición a la Compañía Madrid-Zaragoza-Alicante, más enfocada en el transporte de viajeros), fue este el carácter exclusivo de la nueva línea. En el proyecto definitivo presentado por la Compañía del Norte en 1862, esta ya manifestaba su intención de aprovechar una gran cantidad del terreno aledaño a la vía de contorno para establecer una estación de mercancías y un depósito de carbones para su uso por la fábrica de Gas, lo que sería el embrión de las estaciones de mercancías construidas posteriormente sobre la vía de contorno. La tendría una única vía pues «sería inútil hacer dos vías en un camino donde no habrá trenes de viajeros y donde el movimiento de mercancías será necesariamente bastante limitado».
Esta vía discurría por un terreno entonces despoblado, situado al sur de la cerca madrileña (que no fue derribada hasta cinco años después). Tres años antes se había aprobado el denominado «Plan Castro», que proponía la expansión de Madrid mediante un «Ensanche». Sin embargo, el proyecto del sector meridional del Ensanche quedó totalmente desvirtuado como consecuencia del tenido de esta línea ferroviaria. En sus márgenes se fue asentando una gran cantidad de fábricas que configuraron el uso de esta zona de la ciudad, muchas de las cuales dispusieron de apartaderos propios. También se fueron estableciendo grandes estaciones.

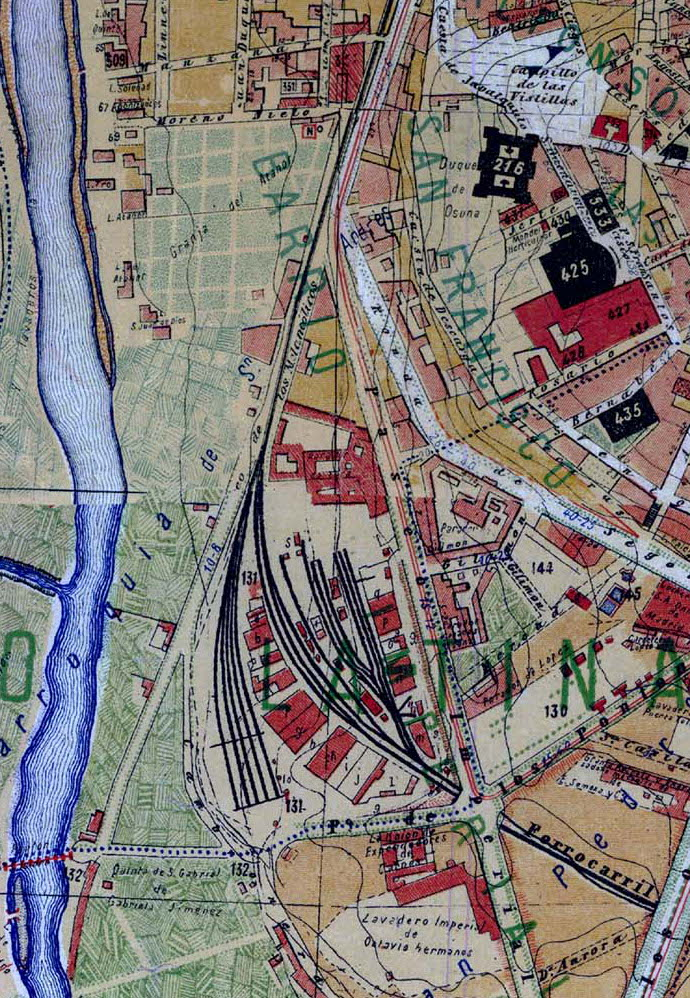
La estación de Imperial en el Plano de Madrid y pueblos colindantes al empezar el siglo XX de Facundo Cañada de 1900. Se observa que los terrenos situados entre la estación y el río Manzanares permanecen fundamentalmente sin edificar.

La estación de Imperial fue construida en 1881, cuando la Compañía del Norte constató la insuficiencia de las instalaciones de Príncipe Pío y la imposibilidad de abordar una ampliación, dada su situación. Para ello, y tras desechar la posibilidad de cambiar el emplazamiento de su estación terminal en Madrid, decidió construir una estación dedicada exclusivamente al trasiego de mercancías, sobre todo de materiales pesados (como la piedra, el carbón, la leña, la madera y el hierro), así como ganados, en la cual se cargaban y descargaban vagones completos. Se estableció en el solar comprendido entre los paseos Imperial, de los Pontones y de los Melancólicos, en una zona que de acuerdo con el Plan Castro debía transformarse en una zona agrícola, destinada «al cultivo de frutas y hortalizas para el abastecimiento de la ciudad», y en la que ya existía un almacén de carbón situado junto a la vía de circunvalación. Algunas fuentes atribuyen la denominación «de las pulgas» al hecho de que fuese el punto de carga y descarga de animales para el Mercado de Ganado, que estaba situado en las inmediaciones, en la esquina entre la ronda de Segovia y el paseo de los Pontones. A su alrededor se fueron instalando almacenes e industrias que transformaban los materiales transportados por la Compañía del Norte, así como otras que utilizaban productos procedentes del ganado.
La estación fue objeto de una ampliación, al igual que la vecina estación de Peñuelas, durante la década de 1920. Durante la República no sufrió alteraciones importantes, si bien se empezó a proyectar una alternativa para desviar el tráfico de mercancías y viajeros desde las líneas del Norte hasta Atocha. Con Indalecio Prieto al frente del Ministerio de Obras Públicas, en noviembre de 1932 se puso en marcha la Comisión de Enlaces Ferroviarios de Madrid. En relación con el tráfico de mercancías, proponía dos medidas fundamentales: desviar la línea del Norte en Las Matas (estación de clasificación de la Compañía del Norte, que había entrado en funcionamiento en 1919) y hacerla llegar hasta Fuencarral, donde confluiría con la nueva línea del ferrocarril Madrid-Burgos, y enlazar las líneas del norte con las del este, que llegaban a Atocha, mediante una línea ferroviaria a cielo abierto, que transcurriría entre Vicálvaro y Fuencarral (si bien este medida quedaba para una fase posterior). La salida del ministerio de Prieto y, sobre todo, el trastorno provocado por la Guerra Civil y la posguerra pospusieron los planes durante décadas.
La estación de Imperial fue fortificada durante la Guerra Civil, aunque no llegó a ser escenario de combates. Pasó a manos de RENFE en 1941, al absorber esta empresa pública a todas las compañías ferroviarias privadas. En 1961, en la zona más próxima al paseo de los Melancólicos fueron construidos varios bloques de viviendas.
El proceso que llevó al desmantelamiento de la estación de Imperial comenzó en la década de 1960. El Plan Bidagor de 1946 había consolidado el uso industrial de los aledaños del ferrocarril de contorno. Sin embargo, en 1963 se aprobó el nuevo Plan General del Área Metropolitana de Madrid, que sentaba las bases legales para la transformación de las zonas industriales a las que daba servicio dicho ferrocarril en zonas residenciales y de uso terciario. Peor aún, dicho plan no consideraba ya al ferrocarril como el medio de transporte adecuado para dar servicio a las instalaciones industriales de la zona. El Plan General de 1963 planteaba la desaparición paulatina de la vía de contorno («Se prevé la suspensión de la circunvalación Oeste-Sur de Príncipe Pío a través de la línea que pasa por las estaciones de Imperial, Las Peñuelas y Delicias») y calificaba el suelo ocupado por la estación de Imperial (también la de Peñuelas) como «zona verde». Este proceso se vio acompañado por la apertura en 1964 una línea de circunvalación de mercancías que unía por el exterior de la ciudad, la línea del Norte (a la altura de Pinar de las Rozas) con la línea que enlazaba Barcelona con Atocha (a la altura de Vicálvaro). Esta nueva línea, ejecutada dentro del proyecto de terminación de los enlaces ferroviarios de Madrid (que había sido hecho público en 1949), disminuía aún más la necesidad de la vieja línea que cruzaba el interior de la ciudad.
La línea de contorno, sin embargo, así como sus estaciones, entre ellas la de Imperial, permaneció en funcionamiento hasta 1987, cuando fue cerrada definitivamente para permitir su transformación en un enlace ferroviario subterráneo de doble vía destinado al tráfico de pasajeros. Con la ejecución de la operación urbanística Pasillo Verde Ferroviario, se llevó a cabo el plan. Las instalaciones de la estación fueron demolidas, y la traza de las vías fue utilizada para la red viaria (calle Santa María la Real de Nieva), al tiempo que se abrían también nuevas calles. Los solares donde se encontraban las playas de vías fueron destinados a la construcción de viviendas (1994-1997), parques y equipamiento sociosanitario (2002), así como al Centro Deportivo Municipal Marqués de Samaranch (2003) y al depósito de la grúa municipal de Paseo Imperial-Santa María la Real de Nieva. En algunos puntos se conserva la tapia de la estación, utilizada ahora como cerramiento de parcela.